# Basajaun
Basajaun, personaje de la mitología vasca, señor del bosque donde habita y ayuda a los pastores.

## Características
Se trata de un genio de aspecto humano, de gran tamaño y fuerza, recubierto de abundante pelo, vive en los bosques, es el Señor del Bosque o el "Señor Salvaje": son unos personajes de la mitología vasco-navarra de prodigioso talla y fuerza que los primeros pobladores de aquellas tierras encontraron habitando en los montes y bosques más remotos. Su pareja femenina se llama Basandere (Señora del Bosque o "Señora Salvaje"). En ocasiones se le ha llamado "Yeti Vasco".  
Habitaban en los bosques de Gorbea (Álava) y también en la Selva de Irati (Navarra) y en la zona de Ataun, en Guipúzcoa. Lejos de ser agresivo, era protector de los rebaños de ovejas, y estas indicaban su presencia con una unánime sacudida de cencerros. Cuando se acercaba una tempestad o los lobos, daba gritos y silbidos en la montaña para prevenir a los pastores. A cambio, los Basajaun reciben como tributo un trozo de pan que recogían mientras los pastores dormían. 
Pese a lo dicho, los Basajaun aparecen a veces en los relatos como unos hombres del bosque terroríficos, de fuerzas colosales con los que era mejor no toparse, mientras que en otros los Basajaun aparecen como los primeros agricultores y poseedores de secretos, de los cuales los hombres aprendieron mediante ardides cómo cultivar el trigo, la fabricación y uso de la sierra, de la soldadura, etc.

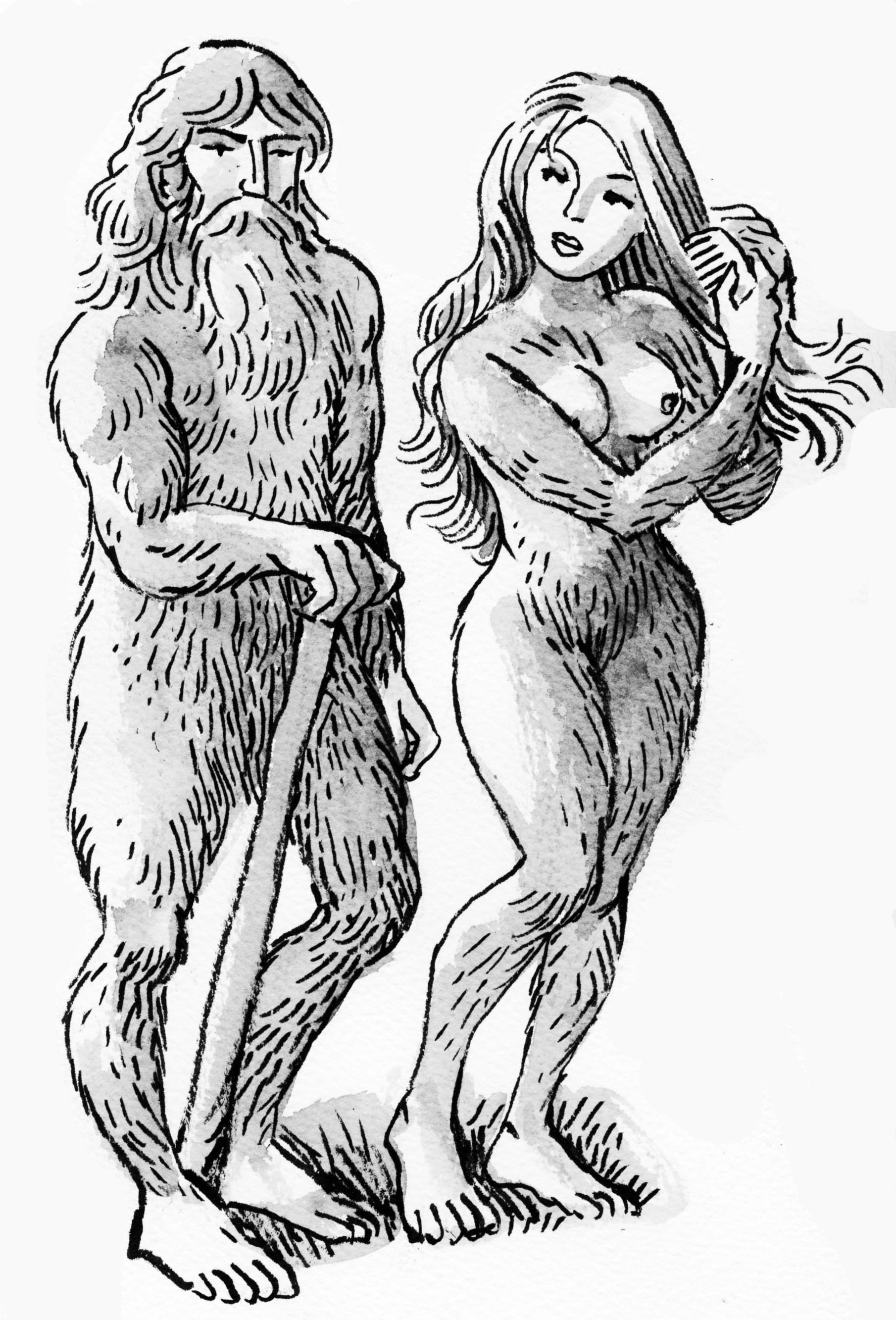
Basajaun y Basandere.

Junto con Tartalo y los gentiles (jentilak), forma parte del grupo de gigantes de montaña en la mitología vasca. 
En los orígenes, los Basajaunes eran los poseedores de los secretos de la arquitectura, agricultura, herrerías y la vida sedentaria, y fue el civilizador Martin Txiki quien mediante argucias les fue arrebatando sus secretos para divulgarlos a la humanidad.
Este ser mitológico también existe en la mitología aragonesa de los valles de Tena, Ansó y Broto, donde recibe los nombres de Basajarau, Bonjarau o Bosnerau.
Basajaun es un personaje similar a los encontrados en todo el continente euroasiático en forma de ogros, trolls, yetis y demás "hombres del bosque" que algunos antropólogos y etnógrafos vinculan al recuerdo de nuestra coexistencia con el hombre de Neandertal y que ha quedado escrito en nuestra memoria colectiva en forma de mitos y leyendas.